# آبشار لاپاز
آبشار لا پاز (به اسپانیایی: Catarata de La Paz) آبشاری است که در کشور کاستاریکا واقع شده‌است و بلندترین ریزشگاه آن ۳۷ متر ارتفاع دارد. حوضهٔ آبریز این آبشار، رود لا پاز است.